# Онищук, Захар Михайлович
Захар Михайлович Онищук (укр. Захар Михайлович Онищук; 24 марта 1916, село Голубече — 1 августа 1997) — советский и украинский учёный-правовед, специалист в области уголовно-правовых наук. Кандидат юридических наук (1964), профессор (1995). Декан вечернего факультета (1979—1984), а со второй половины 1990-х годов — профессор кафедры криминологии и исправительно-трудового права Национальной юридической академии Украины имени Ярослава Мудрого. Участник Великой Отечественной войны.

## Биография
Захар Ониищук родился 24 марта 1916 года в селе Голубече (ныне — Тульчинский район Винницкой области Украины). В 1933 году поступил в Ростовский-на-Дону политехникум путей сообщения. Затем, начиная с 1937 года служил в Красной армии. До 1940 года проходил срочную службу, а начиная с 1941 года служил на должностях следователя и заместителя начальника следственного отдела в контрразведке. Принимал участие в Великой Отечественной войне, имел воинское звание майор. 13 июня 1945 года был награждён орденом Отечественной войны II степени, а 25 июля 1949 — медалью «За боевые заслуги», также был удостоен ордена Красной Звезды и медалей «За победу над Германией в Великой Отечественной войне 1941—1945 гг.», «За оборону Кавказа», «За безупречную службу», «30 лет Советской Армии и Флота» и «40 лет Вооружённых Сил СССР». Продолжал служить в контрразведке до 1950 года.
Высшее образование получил в Харьковском юридическом институте и Харьковском филиале Всесоюзного заочного юридического института, который окончил в 1949 году. После окончания вуза и ухода из контрразведки, занялся научно-педагогической работой, на протяжении десяти лет, начиная с 1950 года был преподавателем и старшим преподавателем, а затем, и начальником цикла юридических дисциплин в школе КГБ.
В мае 1960 года поступил в Харьковский юридический институт на аспирантуру. Начиная с 1962 года работал на должности ассистента на объединённой кафедре уголовного права и уголовного процесса этого же вуза, затем был повышен до преподавателя. 26 июня 1964 года З. М. Онищук в Харьковском юридическом институте под научным руководством профессора А. Л. Ривлина успешно защитил диссертацию на соискание учёной степени кандидата юридических наук по теме «Следователь в советском уголовном процессе». Его официальными оппонентами на защите диссертации были профессор В. П. Колмаков и доцент И. В. Тыричев. Соответствующая учёная степень была присвоена ему в том же году.
В 1966 году стал доцентом на кафедре уголовного процесса, а также получил одноименное учёное звание. В том же году, после создания в Харьковском юридическом институте кафедры криминологии и исправительно-трудового права, Онищук вместе с четырьмя другими преподавателями вуза стал одним из первых её преподавателей. До перехода на кафедру криминологии и исправительно-трудового права Захар Михайлович исследовал проблематику уголовно-процессуального права, а затем начал исследовать и правовую статистику. Разрабатывая данные научные направления, Онищук опубликовал около 50 (по другим данным ровно 50) работ.
Некоторое время совмещал научно-педагогическую работу с административной. Был заместителем декана дневного отделения Харьковского юридического института, а затем, с 1979 по 1984 годы возглавлял вечерний факультет вуза. В феврале 1995 (по другим данным в 1996) году он занял должность профессора кафедры криминологии и исправительно-трудового права Национальной юридической академии Украины имени Ярослава Мудрого (до 1990 года — ХЮИ), а в апреле того же года ему было присвоено профессорское учёное звание.
Захар Михайлович скончался 1 августа 1997 года.